# Antony Curti
Antony Curti (Ribeirão Preto, 5 de outubro de 1991) é um comentarista, escritor e graduado em Direito pela Universidade de São Paulo.

## ESPN
Trabalha nos canais ESPN no Brasil desde 2014 como comentarista de futebol americano e beisebol nas transmissões de NFL,College Football e MLB, eventualmente como co-apresentador do programa ESPN League.
É torcedor do Chicago Bears na NFL, do Chicago Cubs na MLB, do New York Knicks na NBA, do Chicago Blackhawks na NHL e da Universidade de Michigan nos esportes universitários americanos.
Costuma fazer pareamento com o narrador Ari Aguiar ou com Fernando Nardini no primeiro horário das transmissões da NFL (13:00 no horário local das partidas), mas eventualmente já trabalhou com Everaldo Marques e Rômulo Mendonça no Sunday Night Football. No College Football é um dos dois comentaristas junto de Paulo Mancha, tendo trabalhado um em cada semi-final do campeonato e ambos na final.

## Internet
Além de comentar sobre futebol americano e beisebol, Curti é o criador e editor-chefe do site especializado em futebol americano Pro Football desde 2010. Semanalmente escreve textos opinativos e históricos sobre a NFL e sobre o College Football durante suas temporadas, além de escrever crônicas sobre o esporte. Ele também apresenta o "FootballCast" um podcast sobre futebol americano com seu parceiro de site Eduardo Micelli. Anualmente realiza junto dos redatores do site a cobertura do Draft da NFL, dando notas para todas as 256 escolhas da seletiva. Ele também já escreveu uma coluna mensal no site Segunda Base

## Escritor
Antony Curti também é conhecido por seus livros referente ao Futebol Americano e NFL. Ele foi o tradutor do livro "Tire os olhos da bola" de Pat Kirwan e David Sagerman para o Brasil, além disso, Curti é autor do "Manual do Futebol Americano" e o "Crônicas do Futebol Americano".